# Museum für Sanitärtechnik

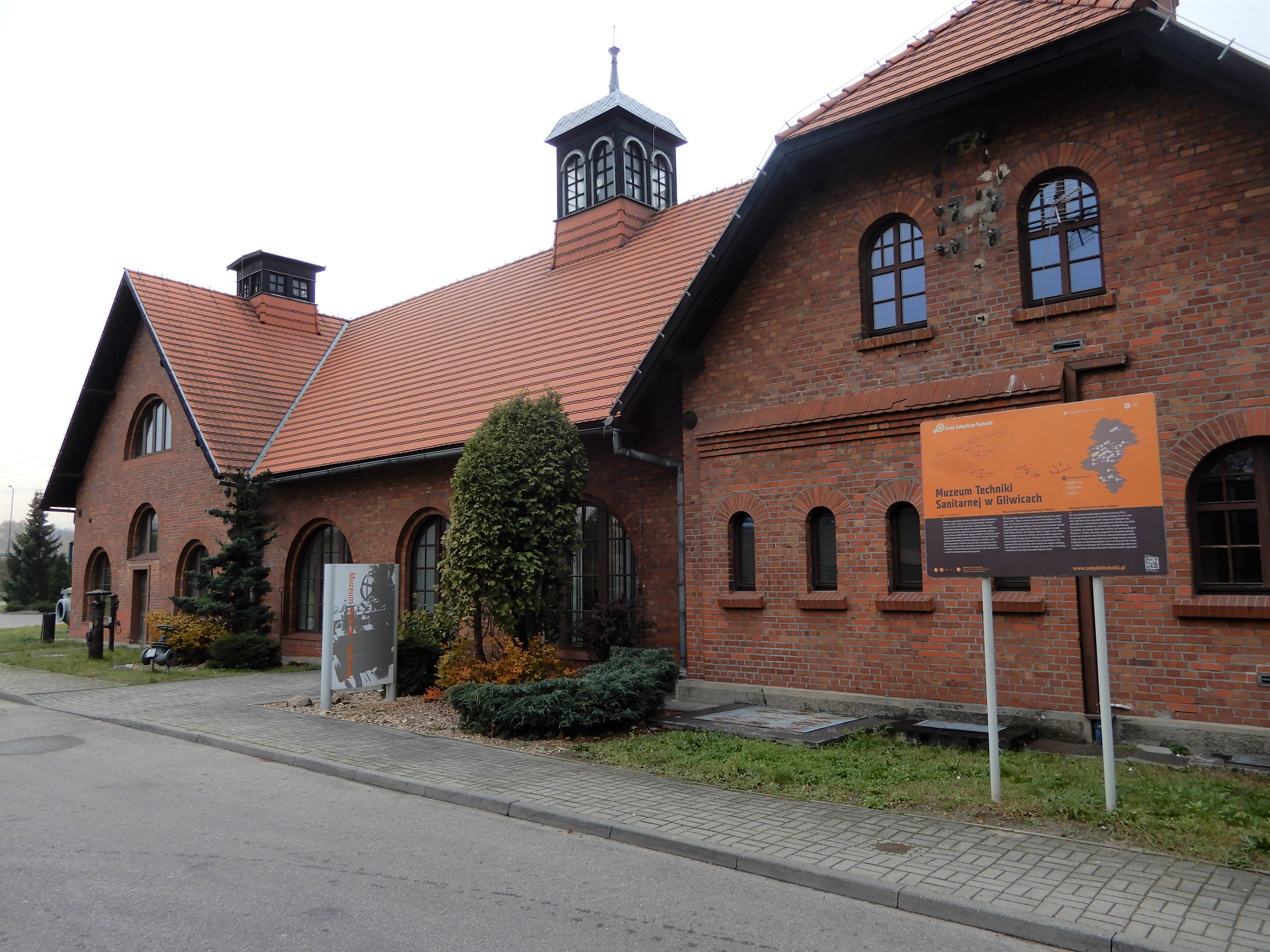
Außenansicht des Museums

Das Museum für Sanitärtechnik im oberschlesischen Gliwice (Gleiwitz) wurde 2005 gegründet. Es befindet sich im Gebäude des ehemaligen Abwasserpumpwerks der Zentralen Abwasserreinigungsanlage an der Ulica Thomasa Edisona 16 im Stadtteil Stare Gliwice (Alt Gleiwitz). Das Pumpwerk stammt vom Beginn des 20. Jahrhunderts.

## Geschichte und Exponate
Das Museum wurde 2005 gegründet, nachdem das alte Gebäude aufwendig saniert wurde. Seit dem 19. Oktober 2006 gehört das Museum zur Route der Technischen Denkmäler in der Woiwodschaft Schlesien. Im Museum finden sich u. a. verschiedene historische Sanitärarmaturen, Abwasser- und Klärtechnologien, die alten Anlagen des Pumpwerks, sowie die modernen Objekte und Anlagen und die Steuerungszentrale und Labore der Kläranlage können bei Führungen besichtigt werden.